# Jorhat
Jorhat là một thị xã của quận Jorhat thuộc bang Assam, Ấn Độ.

## Địa lý
Jorhat có vị trí 26°45′B 94°13′Đ / 26,75°B 94,22°Đ Nó có độ cao trung bình là 116 mét (380 feet).

## Nhân khẩu
Theo điều tra dân số năm 2001 của Ấn Độ, Jorhat có dân số 66.450 người. Phái nam chiếm 55% tổng số dân và phái nữ chiếm 45%. Jorhat có tỷ lệ 82% biết đọc biết viết, cao hơn tỷ lệ trung bình toàn quốc là 59,5%: tỷ lệ cho phái nam là 85%, và tỷ lệ cho phái nữ là 79%. Tại Jorhat, 9% dân số nhỏ hơn 6 tuổi.